# Carsten Lewerentz

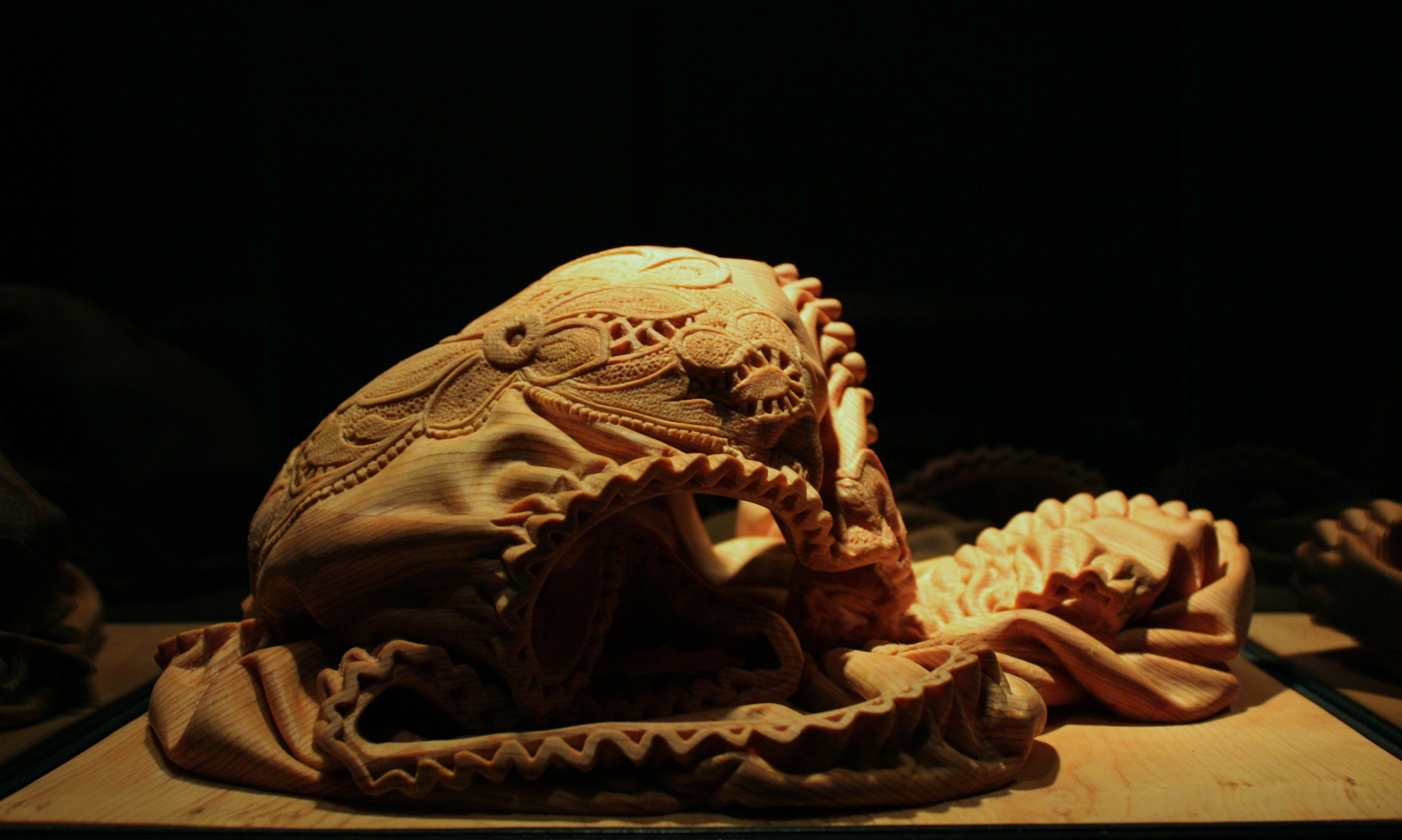
Präludium und Fuge aus Zirbelkiefer, 2009

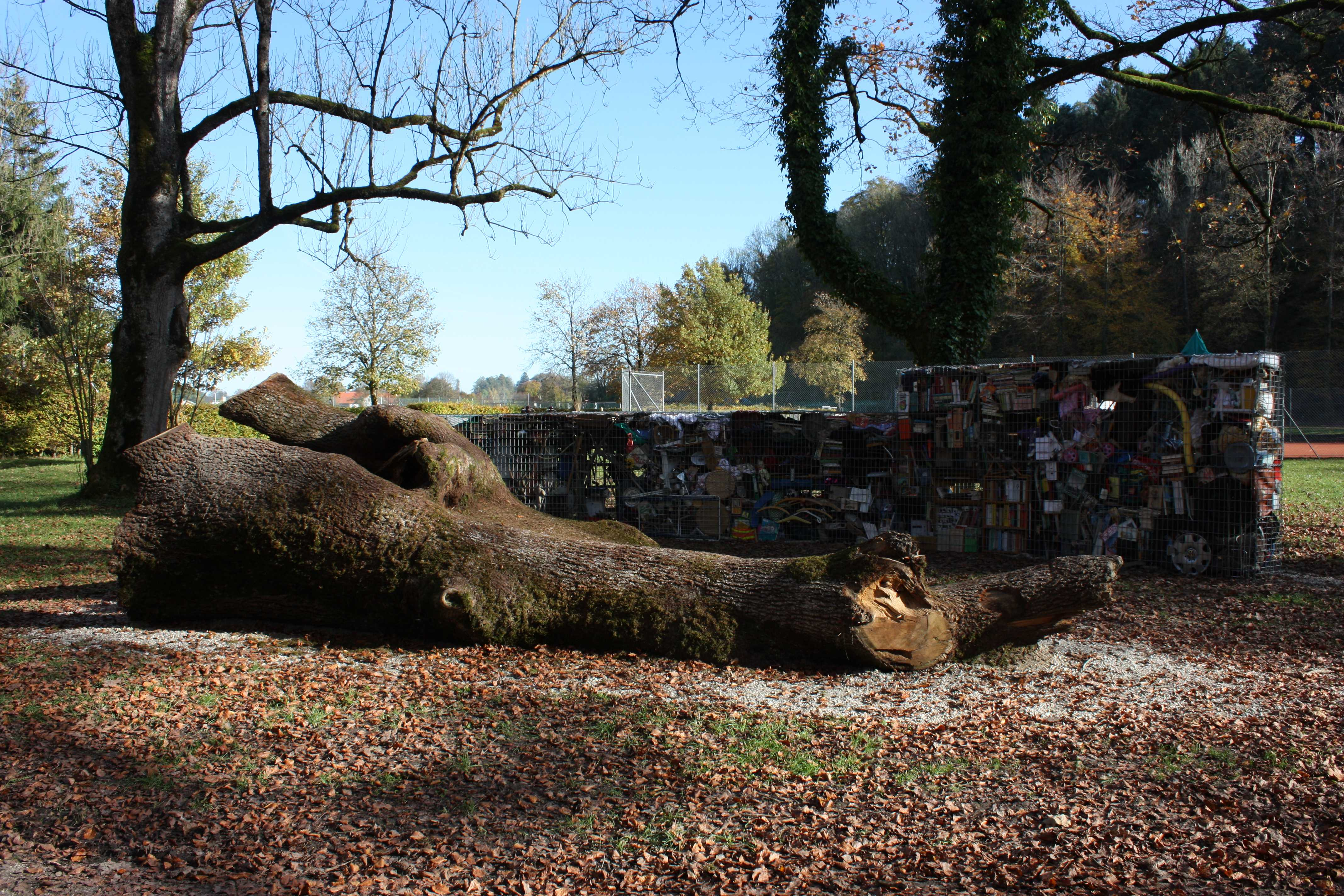
Biotop der Vergänglichkeit in Prien am Chiemsee, 2014

Carsten Lewerentz (* 1959 in Übersee am Chiemsee) ist ein deutscher Bildhauer.

## Leben
Lewerentz besuchte von 1975 bis 1978 die Fachschule für Holzbildhauerei in Berchtesgaden. Seine Ausbildung fand Fortsetzung bei den Bildhauern G. Rumpf und R. Szymanski. Seit 1980 arbeitete er als freiberuflicher Bildhauer im Atelier der Galerie Westerbuchberg, bevor er 1987 sein eigenes Atelier in Staudach-Egerndach eröffnete. Er erhielt diverse Preise und Stipendien, wie „Kunst und Naturschutz“ der Gemeinde Übersee (1986), ARTS-Kulturförderpreis Traunstein (1993), Int. Stahlsymposion Riedersbach in Oberösterreich (1994), Arbeitsstipendium zur „Bildhauerbegegnung FUSCARTE“ in Fusch an der Großglocknerstraße (1995) und Stipendium der Otto Flath Stiftung in Bad Segeberg (2006). Zudem leitete er von 1990 bis 1997 Kurse der Schule der Phantasie in Traunstein.

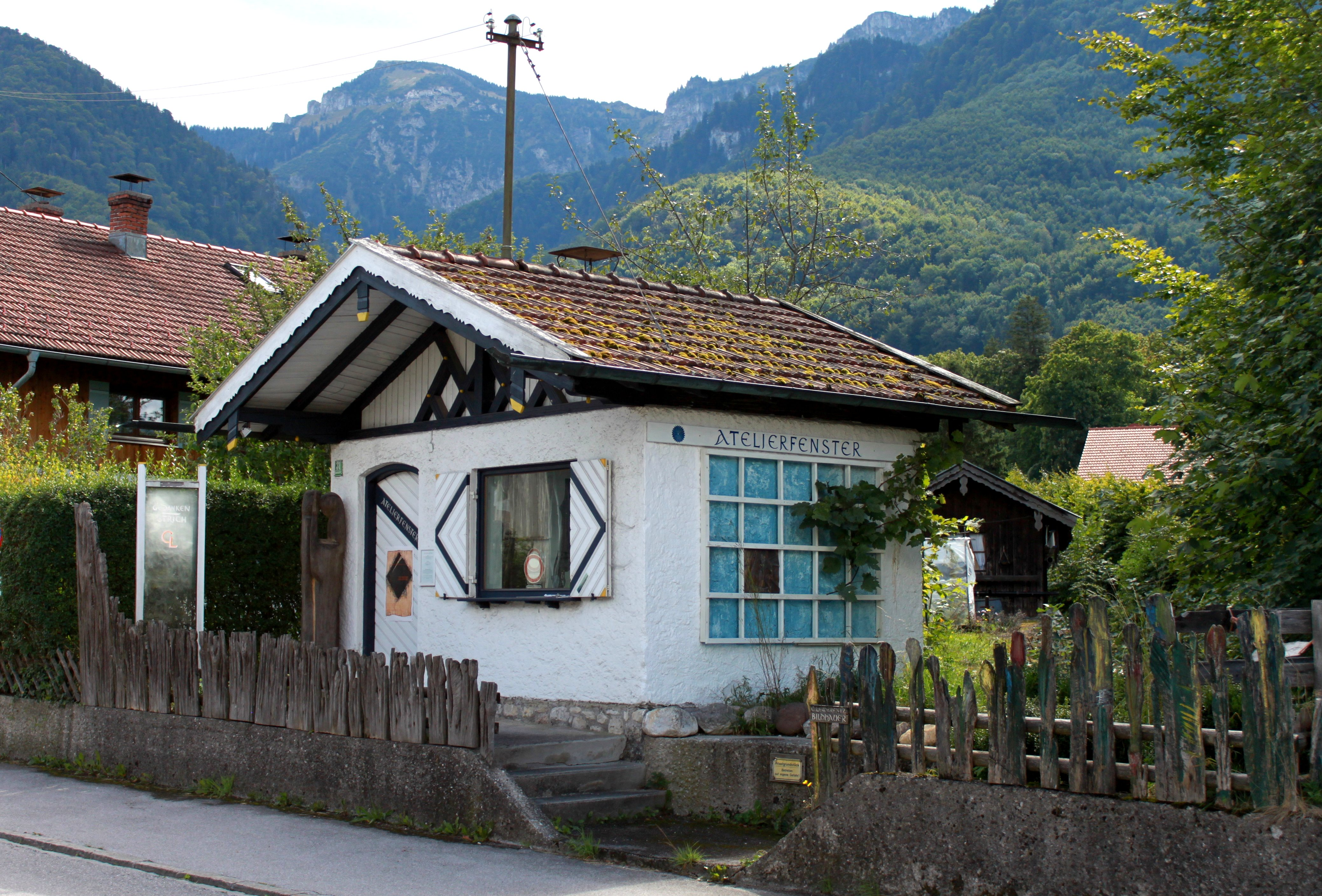
Das Atelierfenster in Staudach-Egerndach

Seit 1999 betreibt Lewerentz das „Atelierfenster“ in Staudach-Egerndach als Ausstellungsraum.
Die von der Gemeinde Prien am Chiemsee 2014 in Auftrag gegebene Naturinstallation „Biotop der Vergänglichkeit“ wurde 2016 in Folge eines knappen Mehrheitsbeschlusses des Priener Gemeinderates unter großem Medieninteresse wieder zerstört.
Im Rahmen diverser Mitgliedschaften in Kunstvereinen erfolgten immer wieder Ausstellungsbeteiligungen und Einzelausstellungen, wie zum Beispiel in Übersee, Traunstein, Wasserburg, Prien am Chiemsee, Rosenheim, München, Salzburg, Linz, Szentendre (Ungarn).

## Werk
- Freie Skulpturen und Plastiken aus Holz, Bronze und Textilbeton zum Thema „Hüllen menschlichen Seins“: Seit 1999 geht Lewerentz einen neuen Weg in der Darstellung des Menschen. Abgelegte Kleidung in scheinbar zufälliger Anordnung manifestiert sich in Holz oder Bronze zu einem Bild des Menschen. In subtiler Weise spiegelt sie sein Erscheinungsbild und Wesen wider, so wie zum Beispiel die Hüllen ausgeschlüpfter Libellenlarven an einen anderen Seinszustand erinnern. Lewerentz’ Arbeiten markieren die Grenzlinie zwischen innerem und äußerem Sein eines Menschen und den ständigen Wandel.[4]
- Ornamente und Schleierbretter insbesondere für den Orgelbau, z. B. für Orgeln in Wolfach (1982), in St. Lorenz Oberföhring (1986), in der Evangelischen Stadtkirche Rastatt (1987), Grassau (1987), Immanuelkirche Mannheim (1988), Oberhausen Mitte (1989), Bad Rappenau (1992), Kelsterbach (1993), Lippertskirchen (1997) oder die Orgel der Filharmonija Warschau (2000), Birstein (2002)
- Skulpturen und Plastiken im öffentlichen und kirchlichen Bereich wie z. B. Taufsteindeckel in Grabenstätt (1988), Schutzmantelmadonna im Kloster Maria Eck (1988), Tabernakel in Marwang (1989), Gedenktafel des Bombenangriffs 1945 in Traunstein (1990)[5], Lesepult und Altartisch in der ev. Kirche in Prien am Chiemsee (1994/95)[6], Gipfelkreuz auf der Hochplatte (1995), Einkaufstasche in Grassau (2011), Biotop der Vergänglichkeit in Prien am Chiemsee (2014)
- Organisation und Gestaltung von Ausstellungen professioneller Bildhauer und Maler im „Atelierfenster“ in Staudach-Egerndach, dem wohl kleinsten Künstlerhaus Deutschlands. Neben lebenden, vorwiegend regionalen Künstlern des Chiemgaus wurden auch in Vergessenheit geratene Bildende Künstler vorgestellt (z. B.: Käthe Seele oder Prof. Wilhelm Srb Schlossbauer)

## Film
- Atelierbesuche: Ufer des Lichts – Künstler im Chiemgau, Burkhard Hirschhäuser / Walter Koch, Bayerisches Fernsehen, 1990.
- Filmbericht über Lukas und Carsten Lewerentz innerhalb der Sendung Freyfahrt nach Grassau mit Winfried Frey, Bayerisches Fernsehen, 2011.
- Ausstellungsbericht Galerie Ganghof Berchtesgaden, Regionalfernsehen Oberbayern, 2014.[7]
- Bericht zur Enthüllung des Biotop der Vergänglichkeit in Prien am Chiemsee, Regionalfernsehen Oberbayern, 2014.[8]
- Bericht über die kontroverse Diskussion des Gemeinderates über das Biotop der Vergänglichkeit, Bayerisches Fernsehen Abendschau, 2016.[9]
- Bericht über die Entscheidung des Gemeinderates zum Biotop der Vergänglichkeit, Bayerisches Fernsehen Abendschau, 2016.[10]